# セルジ・サルキシャン
セルジ・サルキシャン（アルメニア語: Սերժ Ազատի Սարգսյան、1954年6月30日 - ）は、アルメニア共和国の政治家。コチャリャン大統領の下で首相を務めた後、2008年2月の選挙で自身が議長（党首）を務める保守系のアルメニア共和党の支持を受けて当選し、同年4月に大統領に就任、2018年4月まで2期務めた。姓はサルグシャンとも表記される。
セルジの下で後任の首相を務めた同姓のチグラン・サルキシャンとも、以前に首相であったヴァズゲン・サルキシャン、アラム・ザヴェニ・サルキシャン兄弟とも血縁ではない。

## 経歴

### 初期の経歴
1954年6月30日、アゼルバイジャン・ソビエト社会主義共和国のナゴルノ・カラバフ自治州で、州都ステパナケルトに生まれた。1971年にエレバン州立大学へ入学したものの、1971年から1972年の間はソ連軍に勤務し、1979年にエレバン州立大学言語学専攻を卒業した。1975年から1979年までエレバンの電気装置工場で旋盤工として働いていた。1979年にステパナケルト市のコムソモールの委員会課長に就任。その後、第二書記官、第一書記官、ステパナケルト市委員会宣伝・煽動課長、ナゴルノ・カラバフ自治州の共産主義団体の教官を歴任し、最後にナゴルノ・カラバフ自治州の第一書記であったゲンリフ・ポゴシャンの補佐官を務めた。
1989年、ナゴルノ・カラバフ自治州でアゼルバイジャン人とアルメニア人の間に緊張が起こったため、サルキシャンはナゴルノ・カラバフ共和国自衛軍委員会の委員長となり、その後1990年にアルメニア国民議会議員に選出された。彼はナゴルノ・カラバフ戦争においていくつかの戦闘を組織し、アルメニア軍創設者の一人と考えられている。1993年にはアルメニアの国防相となり、1995年には国家安全保障局長、1996年には安全保障担当大臣となった。その後、1999年にはロベルト・コチャリャン大統領のもとで大統領府長官となり、その後も国家安全保障会議書記や国防相を歴任し、2007年には首相となった。1999年に発生したヴァズゲン・サルキシャン首相暗殺事件においては、コチャリャンとともに事件を裏で操っていたとの主張が、政敵によってなされている。

### 2008年大統領選挙
大統領ロベルト・コチャリャンの支持を受けたサルキシャンは、2008年の大統領選挙において最有力候補であると見られていた。彼は1回目の投票で半数を超える53 %の得票率を獲得し、対立候補で初代大統領でもあったレヴォン・テル＝ペトロシャンに勝利した。ペトロシャンの支持者はこの公式結果に異議を唱え、選挙後から1週間に渡って首都エレバンで大規模な抗議活動を行った。衝突によって死者が出た事から、3月1日から3月20日まで非常事態宣言が発令された。

### 大統領
2008年4月9日、大統領に就任した。就任後、アルメニア中央銀行の総裁であり、政権与党のメンバーではないチグラン・サルキシャンを首相に任命した。カラバフ委員会の元メンバーであり著名な野党党員であるワズゲン・マヌキャンは、反対はしているが「この政府が成功するために全力を尽くすだろう」と述べた。4月18日、サルキシャンはアルメニア税関に対し「その集団の中では腐敗が「繁栄」していて国家の経済的繁栄を妨げている」と著しく攻撃した。彼は後にエレバンで起こった抗議活動の正当性を認め、政府による異議の弾圧をやめるよう求める欧州評議会の要求に対応することを誓った。

### 外交政策

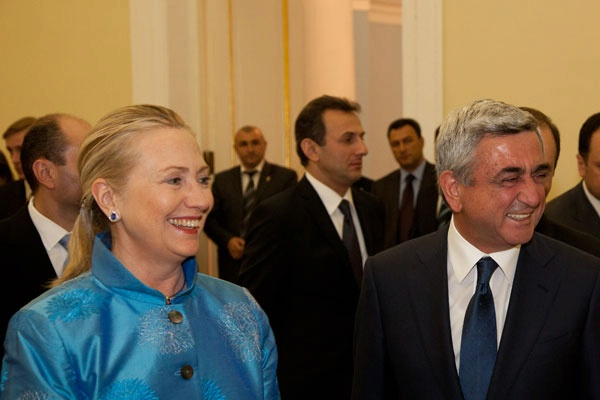
エレバンにてヒラリー・クリントン国務長官と。2012年6月4日

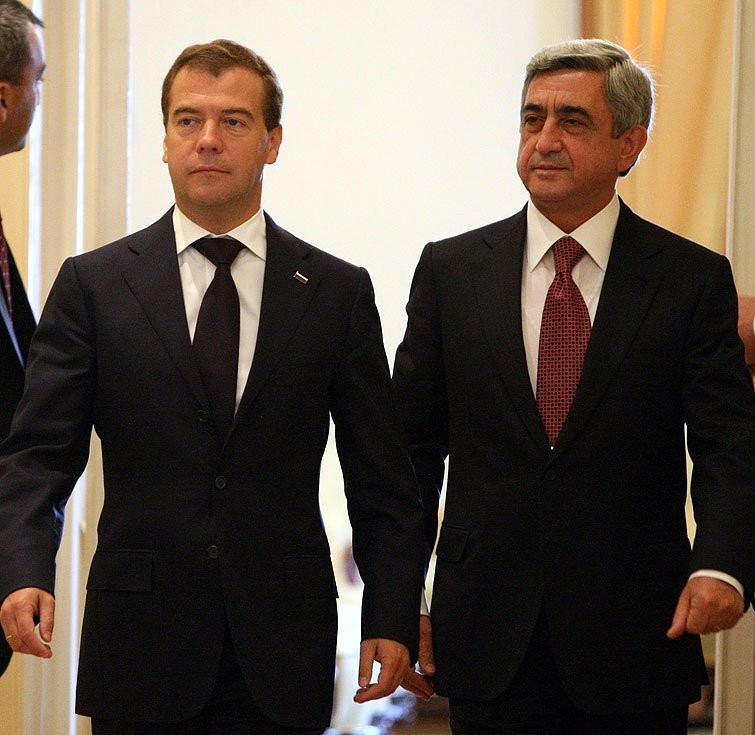
アルメニアにてドミートリー・メドヴェージェフと。2010年8月20日

サルキシャンは始めに、1915年のアルメニア人虐殺を国際的に認めさせるための努力を継続し、いかなる前提条件もなく関係を正常化させることに向けての対トルコ政策を引き継ぐと述べた。しかし彼は2009年10月10日にアルメニアとトルコの外交関係を成立させる議定書に署名を行い、委員会を通じてアルメニア人虐殺問題を調査するという提案を容認し、アルメニア人虐殺の真実性に関する前提条件を受け入れた。さらに、サルキシャンが現在のアルメニア-トルコ国境を容認したことで、セーヴル条約によって支持された西アルメニアに対するアルメニアの要求をおろそかにした（領土問題#ヨーロッパも参照）。サルキシャンはまた、「アルメニアがコソボ独立を承認する可能性はアルメニアとロシアの関係の緊張には繋がらない」と述べたが、また「コソボの承認問題には真剣な議論が必要である...アルメニアは常に民族自決のための国家の正しさの支持者であり、この点ではコソボの独立を歓迎する」とも述べた。
2008年9月25日、サルキシャンはニューヨークで行われた第63回国際連合総会の前に初めてスピーチを作成した。彼はそのスピーチにおいて、2008年の南オセチア紛争を引き合いに出し、一方でナゴルノ・カラバフを含めて、世界の武力紛争に対して国連の平和的な決議による援助の必要性を強調した。彼はまた、アゼルバイジャンの軍備増強によって高まる戦争と脅威が南カフカスにおける新たな問題を引き起こすリスクであると述べた。
2012年6月5日に訪日し、東日本大震災で被災した名取市閖上地区を視察した。

### 抗議運動
2011年、2008年の大統領選の対立候補であったペトロシャンの指揮によってサルキシャン体制に対する大きな抗議が始まった。2011年4月21日、サルキシャンは抗議活動の参加者への譲歩として、政府は3年前の選挙後に起こった暴力の徹底的な調査を再び委ねるだろうと述べた。
2013年2月18日に執行された大統領選挙では58.6%の票を得て再選を果たした。
2018年4月9日に大統領を退任し、同月17日には憲法改正によって実権が大統領から移譲された首相へのくら替えを果たしたものの、長期政権に対する国民の反発が根強く、抗議デモが発生。4月23日、「（野党指導者の）ニコル・パシニャンは正しく、私は正しくなかった。私は首相職を去る」との声明を発表して辞任を表明した。

## 私生活
1983年にリタ・サルキシャンと結婚し、2人の娘と1人の孫娘をもうけている。アルメニアのチェス連盟の会長であり、アルメニアでは2011年にチェスが小学校の必修科目として採用されている。